# رامي سهيل
رامي سهيل صابر الحموندي (مواليد 27 مايو 2000) لاعب كرة قدم قطري من أصل عراقي يجيد اللعب في خط الهجوم مع النادي العربي في دوري نجوم قطر.

## الحياة الشخصية
و هو شقيق اللاعب أحمد سهيل و ابن حارس منتخب العراق السابق سهيل صابر .

## مسيرة اللاعب
لعب في نادي السد والنادي العربي.